# 수험의 신
수험의 신(일본어: 受験の神様)은 NTV에서 2007년 7월 14일부터 9월 22일까지 매주 토요일 밤 9시에 방송된 일본의 텔레비전 드라마이다. 주요 내용은 초등학교 6학년 학생의 중학교 입시 공부에 대해 다루고 있다.

## 줄거리
우메자와 히로시는 야구를 좋아하는 명랑한 초등학교 6학년 학생이다. 자신이 좋아하는 야구를 하기 위해 하야타중학교 수험 준비를 시작한다. 히로시는 우연히 만난 스가와라 미치코에게 친구들과 과외를 받게 되는데..

## 등장 인물
- 스가와라 미치코

14세. 중학교 3학년. 배우 나루미 리코
- 우메자와 이사무

35세. 회사원. 이혼. 아들과 함께 살고 있다. 배우 야마구치 타츠야
- 우메자와 히로시

11세. 초등학교 6학년. 주인공. 배우 나가시마 미츠키
- 사이온지 요시츠구

11세. 초등학교 6학년. 배우 모리모토 류타로
- 테즈카 메구미

11세. 초등학교 6학년. 배우 오소노에 에리
- 사이온지 타다츠구

9세. 초등학교 4학년. 요시츠구의 동생. 배우 모리모토 신타로

## 제작진
- 감독 : 이와모토 히토시
- 극본 : 후쿠마 마사히로
- 제작·방송 : NTV

## 방송일 및 부제, 시청률
| 회수                                      | 방송일          | 제목                                                            | 부제                         | 매회 시청률 |
| ----------------------------------------- | --------------- | --------------------------------------------------------------- | ---------------------------- | ----------- |
| 제1화                                     | 2007년 7월 14일 | 노려라 명문중학! 열혈 부자 대 냉혹녀 가정교사 300일 전투 시작!! | 여행자 계산 문제             | 14.7%       |
| 제2화                                     | 2007년 7월 21일 | 수업 개시! 눈물의 밤샘 한자 특별훈련!! 아버지도 달린다          | 한자의 받아쓰기              | 9.3%        |
| 제3화                                     | 2007년 7월 28일 | 두 명의 수험 전사 합류, 차별 수업으로 큰 싸움                   | 삼권분립                     | 7.1%        |
| 제4화                                     | 2007년 8월 4일  | 한여름밤의 대모험! 별에 맹세하는 우정과 첫사랑                  | 여름의 대삼각형              | 7.8%        |
| 제5화                                     | 2007년 8월 11일 | 나는 선생님에게 가르쳐주면 좋다!                                | 피보나치 수열                | 6.2%        |
| 제6화                                     | 2007년 8월 25일 | 춤추는 대운동회! 아버지와 아들의 암기 경쟁                      | 소화의 구조                  | 8.3%        |
| 제7화                                     | 2007년 9월 1일  | 학교 축제! 요염한 자태 야키소바 아가씨                          | 마케팅                       | 7.6%        |
| 제8화                                     | 2007년 9월 8일  | 선생님과 내가 운 장례식의 작은 기적                             | 국어문제 속 사람의 심정 파악 | 11.5%       |
| 제9화                                     | 2007년 9월 15일 | 마지막 수업,사람은 무엇을 위해 배우는가?                        | 대립어                       | 11.7%       |
| 제10화                                    | 2007년 9월 22일 | 운명의 합격 발표! 충격과 감동의 마지막으로                      | 여행자 계산 문제의 답        | 10.3%       |
| 평균 시청률: 9.5%                         |                 |                                                                 |                              |             |
| (시청률은 간토 지방·비디오 리서치사 조사) |                 |                                                                 |                              |             |

| NTV 토요 드라마                  | NTV 토요 드라마                   | NTV 토요 드라마                       |
| 이전 작품                        | 작품명                            | 다음 작품                             |
| -------------------------------- | --------------------------------- | ------------------------------------- |
| 식탐정 2 (2007.4.14 - 2007.6.23) | 수험의 신 (2007.7.14 - 2007.9.22) | 드림 어게인 (2007.10.13 - 2007.12.15) |